# Zik Zac Festival
Le Zik Zac Festival, est un festival populaire de musiques actuelles à Aix en Provence. Il existe depuis 1998 à l'initiative de l'association «La Fonderie». Il a été créé à l'occasion de la Coupe du monde de football 1998, la mairie d'Aix-en-Provence souhaitant proposer dans le quartier du Jas-de-Bouffan. des alternatives aux retransmissions de matchs de football sur écrans géants.
Ce festival favorise la promotion des musiques du monde et de tout horizon. Sa programmation est à la fois brillante et éclectique et s'adresse aussi bien aux familles qu'aux jeunes. C'est un spectacle coloré propice au mélange des styles et des genres. Le plus souvent deux scènes sont présentes, accompagnées de stands, d'une buvette, et d'expositions. Le festival se déroule dans le quartier du Jas-de-Bouffan.
De grands noms se sont succédé au fil des ans ; cependant, Zik Zac privilégie un programme ouvert à la découverte des talents montants de la scène vivante. Il présente des artistes qui font vibrer les musiques d’aujourd’hui et jettent des ponts nouveaux entre les horizons des peuples.